# Cristo nella tempesta sul mare di Galilea
Cristo nella tempesta sul mare di Galilea (o anche solo Tempesta sul mare di Galilea) è un dipinto a olio su tela realizzato nel 1633 dal pittore olandese Rembrandt van Rijn e custodito nell'Isabella Stewart Gardner Museum di Boston fino al suo furto, avvenuto il 18 marzo 1990.
Il dipinto raffigura il miracolo di Gesù che calma le acque durante una tempesta nel mare di Galilea secondo la descrizione del Vangelo di Marco.
È l'unico paesaggio marino dipinto da Rembrandt ed è un'opinione abbastanza diffusa che l'unica figura che guarda verso l'osservatore sia un autoritratto dell'autore stesso.

## Furto
Il 18 marzo 1990 due persone vestite da agenti di polizia riuscirono a entrare nell'Isabella Stewart Gardner Museum, legare le guardie e rubare il Rembrandt insieme con altre 12 opere d'arte per un valore stimato approssimativamente in 500 milioni di dollari, compiendo di fatto il più importante furto di opere d'arte della storia degli Stati Uniti.

## Riferimenti nella cultura di massa
Il dipinto di Rembrandt e il relativo furto sono citati all'inizio del film In trance di Danny Boyle del 2013.
In The Blacklist, episodio "Gina Zanetakos (No. 152)" (stagione 1, episodio 6), Raymond Reddington possiede il quadro Cristo nella tempesta sul mare di Galilea e sta organizzando la vendita per un acquirente per il giorno del matrimonio del compratore. Nello stesso telefilm il dipinto viene di nuovo nominato nell'episodio "Greyson Blaise" (stagione 5, episodio 2), nel quale il protagonista usa il capolavoro per attirare il cattivo di turno nella trappola dell'FBI. 
Il dipinto è nella copertina del libro, Against the Gods: The Remarkable Story of Risk di Peter L. Bernstein.
Il dipinto è nella copertina dell'album The Struggle, il terzo album in studio di Tenth Avenue North.
Il dipinto appare nel videogioco BioShock Infinite, appeso al muro. 
In Venture Brothers Phantom Limb sta vendendo il dipinto a un mafioso che si lamenta perché voleva la Mona Lisa. Limb spiega che il Rembrandt non è solo una pittura migliore ma più economica per la grandezza. 
Il dipinto viene mostrato appeso senza la cornice nell'episodio 3 di Batman: The Telltale Series nell'appartamento di Selina Kyle (Catwoman).
Il dipinto viene mostrato nell'episodio 2 della prima stagione di Iron Fist nell'attico del presunto morto Harold Meschini.
Un falso del dipinto è al centro di una truffa in alcuni episodi della terza stagione di Sneaky Pete.